# Stairway to Heaven (2003)
Stairway to Heaven (hangul: 천국의 계단; rr: Cheon-guk eui Gyedan) é uma telenovela sul-coreana exibida pela SBS de 3 de dezembro de 2003 a 5 de fevereiro de 2004, estrelada por Choi Ji-woo, Kwon Sang-woo, Kim Tae-hee e Shin Hyun-joon.

## Enredo
Jung-suh e Song-joo cresceram juntos. Eles sempre estavam lá um pelo outro. A tragédia começa quando Song Joo começa seus estudos no exterior sem Jung-suh. O pai de Jung-suh se casa novamente com Tae Mira. Mira acolhe seus dois filhos do casamento anterior, Tae-hwa e Yuri. Yuri tem inveja da vida que Jung-suh leva e está determinada em tirar tudo dela, inclusive Song-joo. Tae-hwa começa a desenvolver sentimentos por sua meia irmã. embora Jung-suh ainda ame Song-joo. 
Cinco anos se passam e a tragédia acontece quando Jung-suh se envolve em um acidente de carro causando a sua perda de memória. Junto com Tae-hwa, eles começam tudo novamente. Song-joo é levada a acreditar que ela está morta. Entretanto, quando eles, um dia, se encontram novamente ele está determinado em lembrá-la do amor que eles sentiam um pelo outro. Quando o destino finalmente está ao lado deles, Jung-suh é diagnosticada com câncer no olho.

## Elenco
- Kwon Sang-woo como Cha Song-joo
  - Baek Sung-hyun como Cha Song-joo (jovem)
- Choi Ji-woo como Han Jung-suh / Kim Ji-soo
  - Park Shin-hye como Han Jung-suh (jovem)
- Kim Tae-hee como Han Yoo-ri
  - Park Ji-mi como Han Yoo-ri (jovem)
- Shin Hyun-joon como Han Tae-hwa / Han Chul-soo
  - Lee Wan como Han Tae-hwa (jovem)
- Ha Jae-young como Han Su-ha (pai de Jung-suh)
- Lee Hwi-hyang como Tae Mi-ra (mãe de Tae-hwa e Yoo-ri)
- Jung Han-yong como Han Pil-su (pai de Tae-hwa e Yoo-ri)
- Lee Cham (Bernhard Quandt) como diretor Jang
- Kim Ji-sook como Min Seo-hyun (mãe de Song-joo)

## Trilha sonora
1. Concerto para piano n.º 1 (Chopin)
2. Memories of Heaven - Jang Jung-woo
3. Lethe - Kang Woo-jin
4. Ave Maria - Rebecca Luker
5. That's the Only One - Jang Jung-woo
6. Forever
7. Only Me For You - Kim Hyun-ah
8. Remember
9. Sad Love
10. To the Beautiful You - Moon Ji-hwan
11. I Will Protect You
12. I Miss You - Kim Bum-soo
13. This is Not the End
14. Memories of Heaven - Park Mook-hwan
15. Though I Am at the End of the World
16. Promise
17. That's the Only One - Park Mook-hwan
18. Stairway to Heaven